# Prefettura di Lola
Lola è una prefettura della Guinea nella regione di Nzérékoré, con capoluogo Lola.
La prefettura è divisa in 9 sottoprefetture:
- Bossou
- Foumbadou
- Gama
- Guéassou
- Kokota
- Lain
- Lola
- N'Zoo
- Tounkarata